# 福岛香织
福岛香织（日语：／ Fukushima Kaori，1967年5月16日—），日本女記者、作家，出生于奈良县奈良市，毕业于大阪大学、复旦大学，曾任職於产经新闻社。

## 生平
1967年（昭和42年），福岛香织出生于奈良县奈良市。后来，她在大阪大学文学部毕业。
1991年（平成3年），福岛香织到产经新闻工作。历任奈良支局、大阪文化部、大阪社会部记者。
1998年（平成10年）到1999年（平成11年），福岛香织到上海复旦大学留学。归国后在外信部配属。
2001年（平成13年），福岛香织担任香港支局长。
2002年（平成14年），福岛香织担任中国总局记者。常驻北京。
2006年（平成18年）春，福岛香织的“北京趣闻博客”连载开始。
2008年（平成20年）9月，福岛香织回到东京。 
2009年（平成21年）11月30日，福岛香织退出产经新闻。

## 著书

### 独著
- . 产経新闻出版. 2007年10月. ISBN 978-4-86306-029-6.
- . 文艺春秋. 2011年2月  [2012-10-11]. ISBN 978-4-16-373710-2. （原始内容存档于2011-11-18）.　有Kindle版→Amazon Services International, Inc.
- . 扶桑社新书 088. 扶桑社. 2011年3月  [2012-10-11]. ISBN 978-4-594-06366-5. （原始内容存档于2011-10-26）.　有Kindle版
- . 扶桑社新書 088. 扶桑社. 2012年10月  [2014-11-17]. ISBN 978-4594067182. （原始内容存档于2019-06-19）.　有Kindle版
- . PHP研究所. PHP研究所. 2013年2月  [2014-11-17]. ISBN 978-4-569-80980-9. （原始内容存档于2019-06-22）.　有Kindle版
- . Voice S. PHP研究所. 2013年6月  [2014-11-17]. （原始内容存档于2014-12-18）.　只有Kindle版
- . 文春新書 946. 文藝春秋. 2013年11月  [2022-07-11]. ISBN 978-4-16-660946-8. （原始内容存档于2019-06-21）.　有Kindle版
- . 扶桑社BOOKS. 扶桑社. 2013年12月  [2014-11-17]. ISBN 9784594069780. （原始内容存档于2019-06-30）.
- . 扶桑社新書. 扶桑社. 2014年9月  [2014-11-17]. ISBN 9784594071189. （原始内容存档于2019-06-29）.

http://ebookstore.sony.jp/search/?qAllFlg=true&q=福島香織 （页面存档备份，存于）

### 论说
- 福岛香织. . 渡辺浩平编  (编). . 苍苍社. 2011年1月  [2012-10-11]. ISBN 978-4-88360-095-3. （原始内容存档于2019-04-30）.

### 合著
- 菊本照子共著. . 大曲仙北ロータリークラブ. 1999年6月.
- 雷一鴻,奥窪優木,邱海涛共著. . 別冊宝島1784. 宝岛社. 2011-07-11  [2014-11-17]. ISBN 978-4-7966-8151-3. （原始内容存档于2019-06-29）.
- 石平共著. . PHP研究所. 2011年12月  [2012-10-11]. ISBN 978-4-569-80213-8. （原始内容存档于2016-03-04）.
- 宫脇淳子共著. . Forest 2545 Shinsyo 059. フォレスト出版. 2012-04-07  [2012-10-11]. ISBN 978-4-89451-859-9. （原始内容存档于2015-03-25）.
- 志賀俊之,津賀一宏,坂根正弘,高原豪久,長谷川慶太郎,遠藤功,片山修,上野泰也共著. . Ｖｏｉｃｅ編集部. PHP研究所. 2012-12-20  [2022-07-11]. ISBN 9784569810386. （原始内容存档于2016-03-04）.
- 石平,奥窪優木,飯塚竜二,国定嶺子,高田信人,宮岛理,高山祐介,安田峰俊共著. . 宝岛SUGOI文庫. 宝岛社. 2013-07-24  [2014-11-17]. ISBN 978-4-8002-1376-1. （原始内容存档于2019-06-29）.
- 奥窪優木,飯塚竜二,佐久間賢三,高田信人,村井 忍,安田峰俊共著. . 宝岛社. 宝岛社. 2014-03-15  [2014-11-17]. ISBN 978-4-8002-2465-1. （原始内容存档于2019-06-24）.
- 上念司共著. . 別冊宝島 2237. 宝岛社. 2014-09-12  [2014-11-17]. ISBN 978-4-8002-3127-7. （原始内容存档于2019-06-24）.

http://ebookstore.sony.jp/search/?qAllFlg=true&q=福島香織 （页面存档备份，存于）